# Andreas Blinkenberg (arkitekt)
 For alternative betydninger, se Andreas Blinkenberg. (Se også artikler, som begynder med Andreas Blinkenberg)
Andreas Blinkenberg er arkitekt og formand for Foreningen Herberger langs Hærvejen, i 2004 en af vinderne i Realdanias konkurrence om ny anvendelse af bevaringsværdige gårde.
Andreas Blinkenberg er gift med pilgrimspræsten Elisabeth Lidell, og tilsammen går de under navnet herr og fru Pilgrim, idet de begge er engageret i den nye pilgrimsbevægelse, hvortil hører en pilgrimsrute ad Hærvejen, hvor pilgrimsherberger indrettes i bevaringsværdige huse og stalde.
Fruen er sognepræst i Århus, og han er ansat i Region Syddanmark og arbejder med regional udvikling.